# Andrew Steele
Andrew Steele (né le 19 septembre 1984) est un athlète britannique, spécialiste du sprint. Son club est le Trafford.

## Biographie

### Dopage
À la suite du scandale de dopage concernant la Russie, 454 échantillons des Jeux olympiques de Pékin en 2008 ont été retestés en 2016 et 31 se sont avérés positifs dont Denis Alekseyev, médaillé de bronze du relais 4 x 400 m. Par conséquent, Andrew Steele et ses coéquipiers pourraient se voir attribuer la médaille de bronze de ces Jeux si l'échantillon B (qui sera analysé en juin) se révèle également positif.

## Performances
- 100 mètres : 10 s 98 à Stretford le 30 mai 2006
- 200 mètres : 21 s 11 à Birmingham le 7 juillet 2007
- 400 mètres : 45 s 31 au meeting de Genève le 9 juin 2007

## Palmarès
- Finaliste du relais 4 × 400 mètres aux Championnats du monde d'athlétisme 2007.